# ديف كولير
ديف كولير (بالإنجليزية: Dave Coulier) ، من مواليد 21 سبتمبر عام 1959 ، وهو ممثل أمريكي كوميدي ، بدأ مشواره الفني عام 1979 ، واشتهر بمشاركته في مسلسل فول هاوس العائلية.

## وصلات خارجية
- ديف كولير على موقع IMDb (الإنجليزية)
- ديف كولير على موقع أول موفي (الإنجليزية)
- ديف كولير على موقع إن إن دي بي (الإنجليزية)
- ديف كولير على موقع قاعدة بيانات الفيلم (الإنجليزية)
- cleanguys.TV نسخة محفوظة 27 أغسطس 2007 على موقع واي باك مشين.
- "Getting Out of Control"
- The Same Picture of David Coulier Every Day